# Jaime Bofill-Gasset i Amil
Jaime Bofill-Gasset i Amil   (Barcelona, 29 de juny de 1915 - 8 de maig de 1989) va ser un voluntari requeté del Terç de Montserrat durant la Guerra Civil Espanyola, conegut per haver estat condecorat amb la Creu Llorejada de Sant Ferran.
Abans de la contesa era agricultor. Des de jove, Bofill va ser un carlí convençut.
Després de l'esclat de la Guerra civil en 1936, es va integrar com a voluntari en el Terç de Requetés de La nostra Senyora de Montserrat. A l'agost de 1937 la unitat es trobava destinada en el Front d'Aragó, defenent la posició de Codo. El 24 d'agost unitats de l'Exèrcit republicà varen llançar una Ofensiva sobre Saragossa, i Codo va ser immediatament atacat. Durant el setge republicà Bofill va ser ferit de gravetat fins a tres vegades, encara que va aconseguir sobreviure i va ser fet presoner. De 182 requetés carlins que defenien Codo, en varen morir 146. Al començament de 1939, Bofill va aconseguir tornar a la zona franquista i va tornar a la seua antiga unitat.
Per les seues accions a Codo, en 1943 el règim franquiste el va condecorar amb la Creu Llorejada de Sant Ferran, la màxima condecoració militar espanyola. Durant la dictadura de Francisco Franco va ser procurador en les Corts Franquistes, entre 1971-1977. Va ser un dels procuradors declarats absents durant la votació en les Corts de la Llei per a la Reforma Política que va dissoldre el règim franquiste. Va morir en 1989. Es troba enterrat al cementeri barceloní de Sarrià.